# 良欽

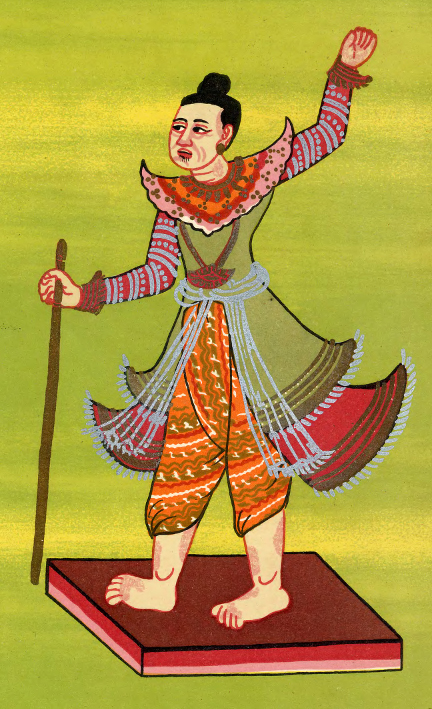
良欽

良欽（發音：[ɲàʊɴdʑɪ́ɴ]）是37尊緬甸神靈之一，或稱麻風神。他是直通王國末代國王摩奴訶的族人，死於麻風病。他一般被描繪成頭上有髻、左手高舉，右手持杖的男子。